# TDECU Stadium
Le TDECU Stadium est un stade de football américain situé à Houston dans le Texas.